# Эритрос-Ставрос
Эритро́с-Ставро́с (греч. Ερυθρός Σταυρός — Красный Крест) — район на северо-востоке Афин, образованный вокруг больницы Красного Креста.
Граничит с афинским пригородом Кифисья, ограничен проспектом Месойон от Амбелокипи. В последние годы все чаще отождествляется с Амбелокипи или рассматривается как часть последнего. Кроме больницы Красного Креста, в Эритрос-Ставрос расположены Полицейская академия и Министерство юстиции Греции.